# Can Moré
Can Sans, Can Moré o Hotel Diana és un edifici al municipi de Tossa de Mar (Selva) catalogat a l'Inventari del Patrimoni Arquitectònic de Catalunya.

## Arquitectura
És un edifici rectangular entre mitgeres, de tres crugies, quatre plantes i terrassa. La coberta és aterrassada i en destaca la cornisa coronada per un frontó ondulat ple de trencadís ceràmic de color verd de forma convexa i terminacions caragolades. La decoració interior i exterior és típicament modernista i les obertures són rectangulars, d'arcs esglaonats i d'arcs carpanells. Destaquen també les decoracions de ferro de forja en balcons i terrassa superior.
La façana principal està orientada a l'oest i dona a la plaça d'Espanya. És d'estil clàssic i no té res a veure amb la façana que dona al passeig marítim. La façana posterior, que mira al mar, és d'estil modernista, arrebossada i pintada de blanc.
Les dues primeres plantes emergeixen, a la part dreta de l'edifici, amb un cos pentagonal que culmina amb un gran balcó també pentagonal. En aquest cos hi ha 4 gàrgoles de pedra i obertures en forma d'arc esglaonat. Al segon pis hi ha dues gàrgoles que representen muses, iconografia característica del Modernisme. La part original més ben conservada és el primer pis. Bona part de l'edifici modernista ha estat tapada per construccions posteriors.
El pati té un magnífic pou de forja amb elements vegetals i animals, i està revestit de trencadís de color verd i vermell. També hi ha una font amb dos peixos entrellaçats. A més, dues grans palmeres completen l'entorn espacial d'aquest edifici.

## Història

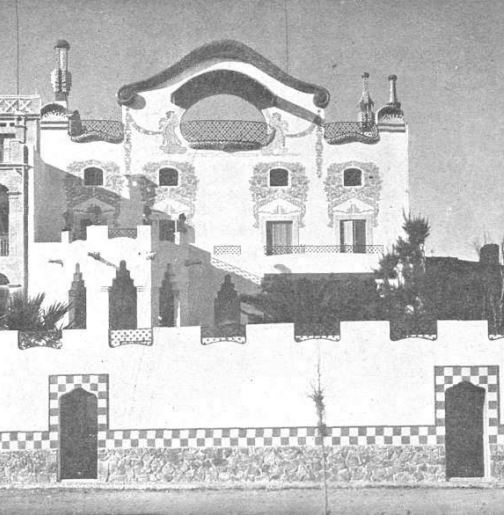
Any 1908

És una casa construïda per Antoni de Falguera i Sivilla (1876-1945), arquitecte i historiador de l'art, que va col·laborar amb Josep Puig i Cadafalch i J. Godoy en l'obra "L'arquitectura romànica a Catalunya". L'estil i alguns elements de la casa són molt propers a l'arquitectura d'Antoni Gaudí i els seus seguidors, com Salvador Valeri i Pupurull o Josep Maria Jujol (Casa Negre, 1915). La família d'aquest arquitecte era propietària de l'actual Museu Municipal de Tossa de Mar, al Palau del Batlle i la Torre del Codolar (Vila Vella).
La casa fou un encàrrec de Joan Sans Moré el 1906. La seva idea fou una residència al passeig marítim sobre una casa de pescadors en ruïnes. Els Sans eren coneguts com a comerciants i negociants de suro. Anys abans Joan Sans havia fet fortuna amb el comerç del suro a Colòmbia. Actualment, i des de 1958, la casa ha estat reconvertida en hotel-restaurant, tancada al públic a l'hivern. Durant el segle XX la casa ha sofert alguns canvis i restauracions, sobretot pel que fa a les pintures de tema femení i vegetal de la façana original i pel que fa a la terrassa, sense alguns balcons, xemeneies i reixats originals.

## Galeria

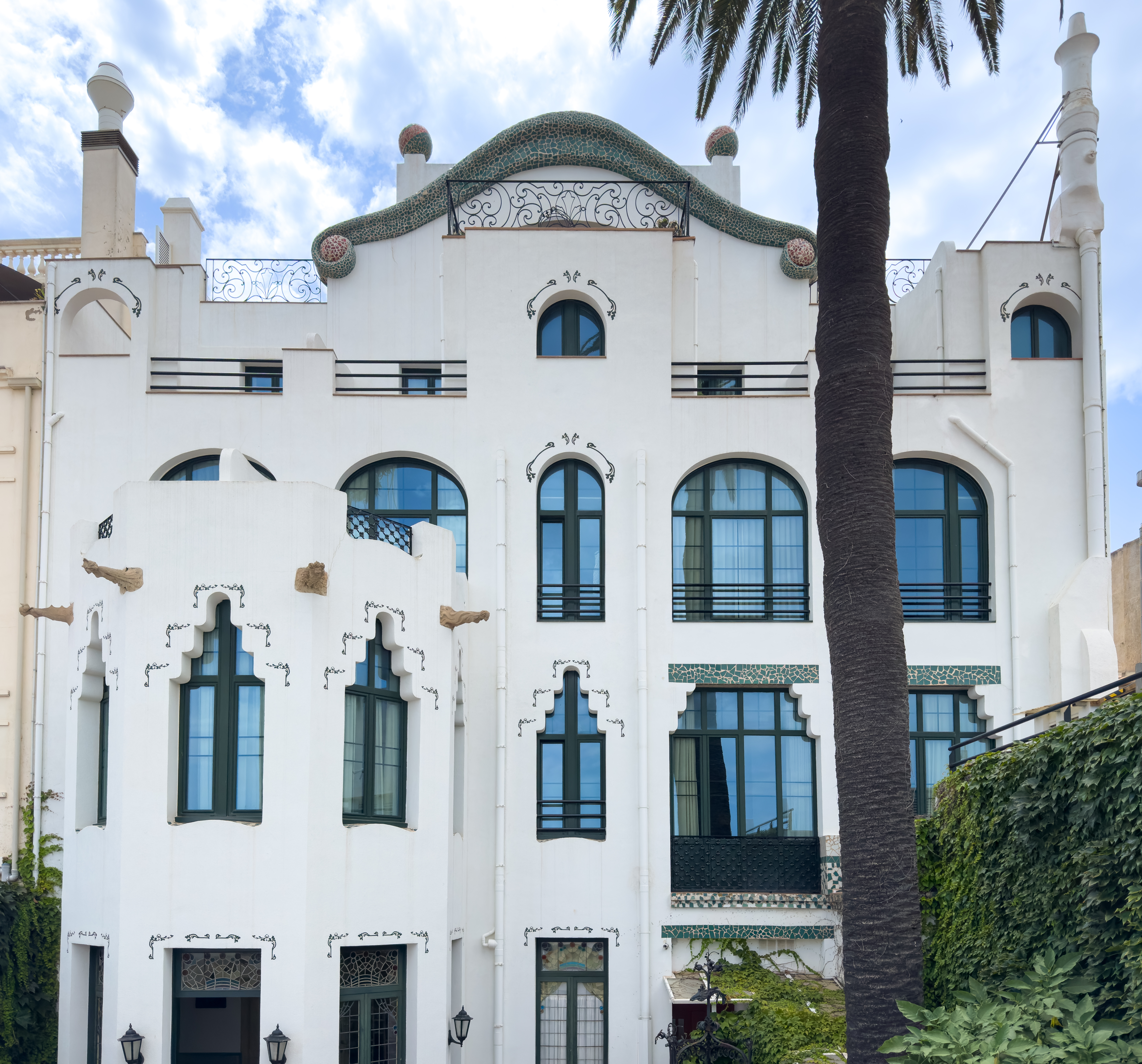
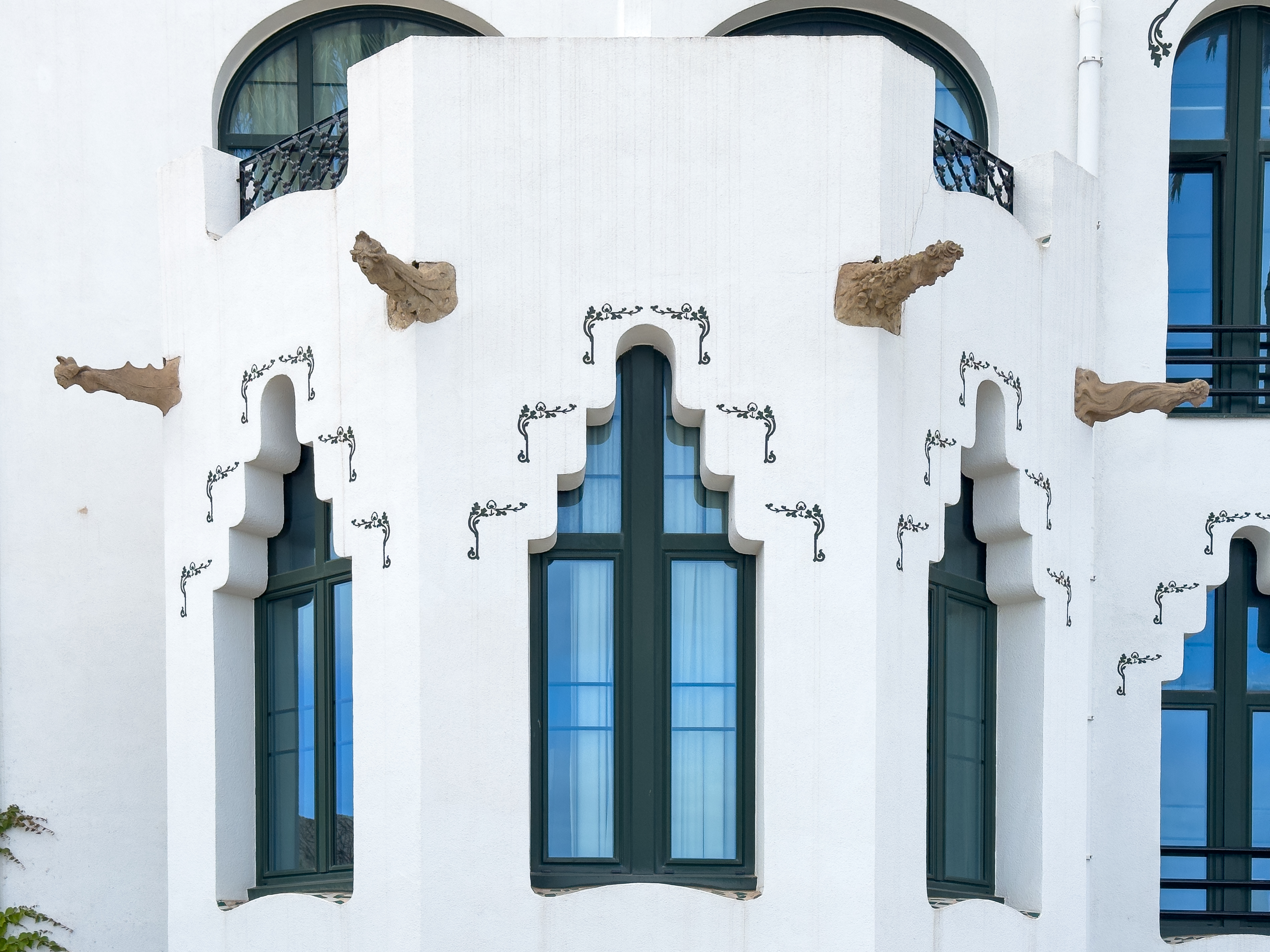
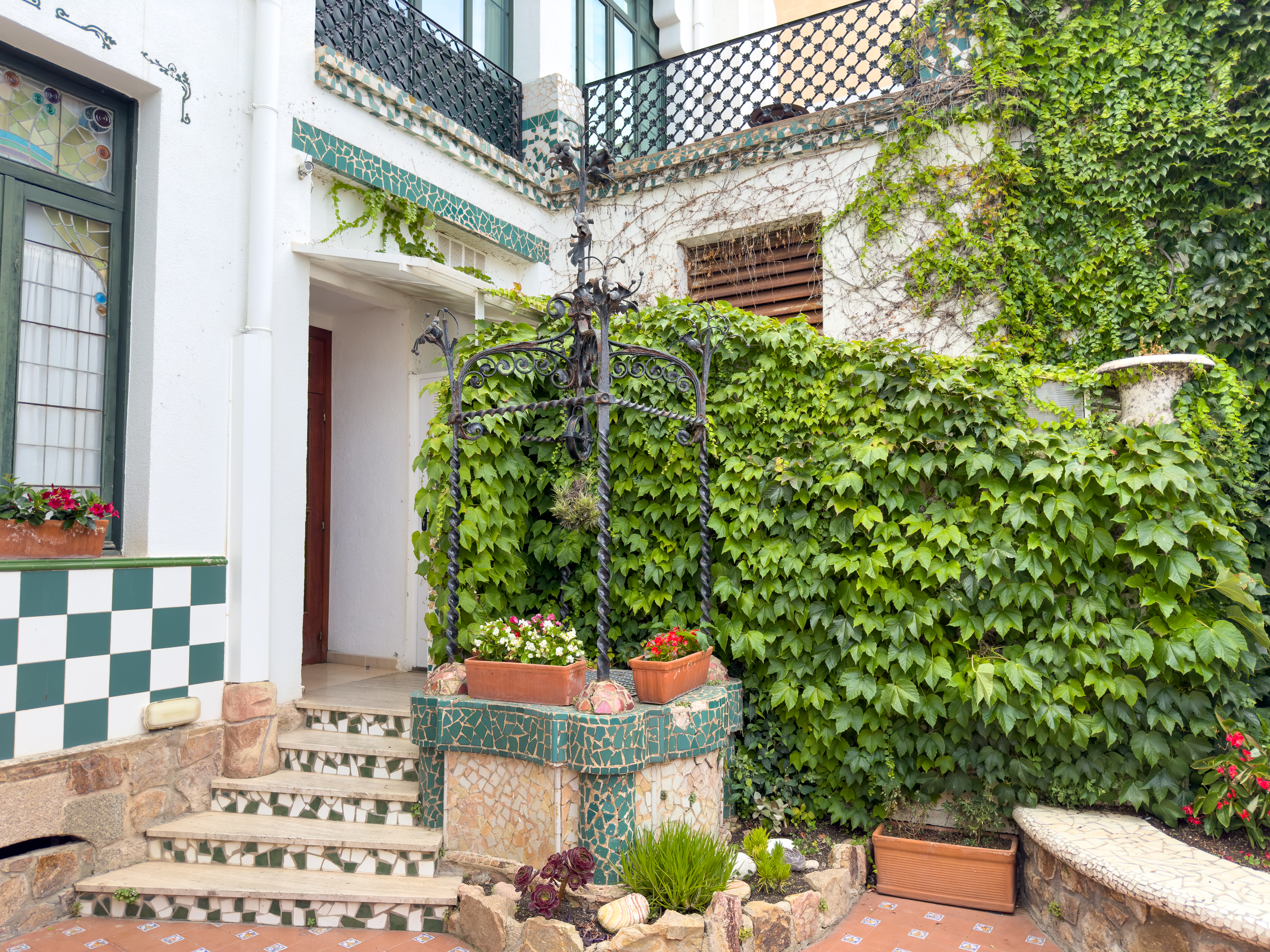
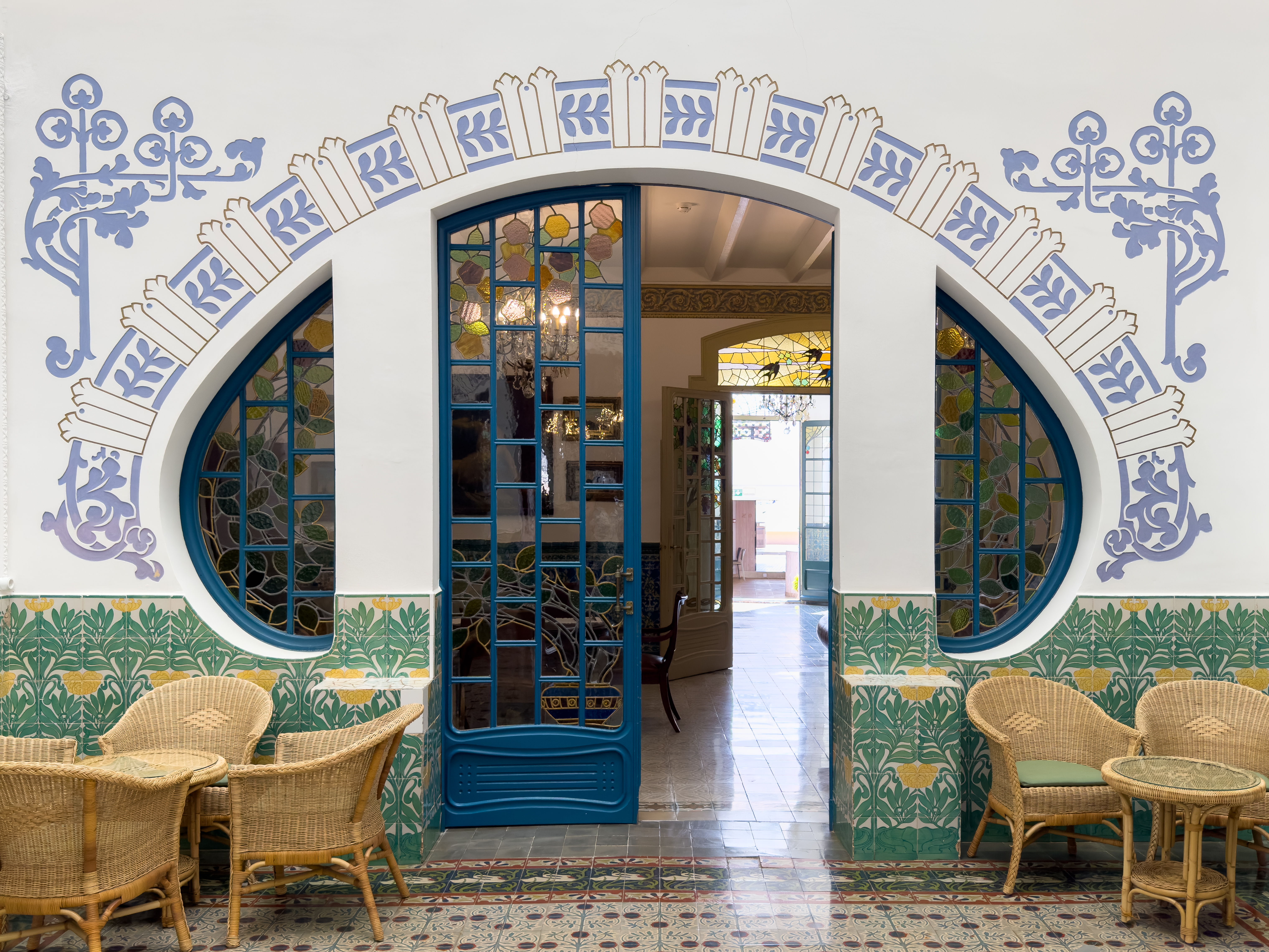
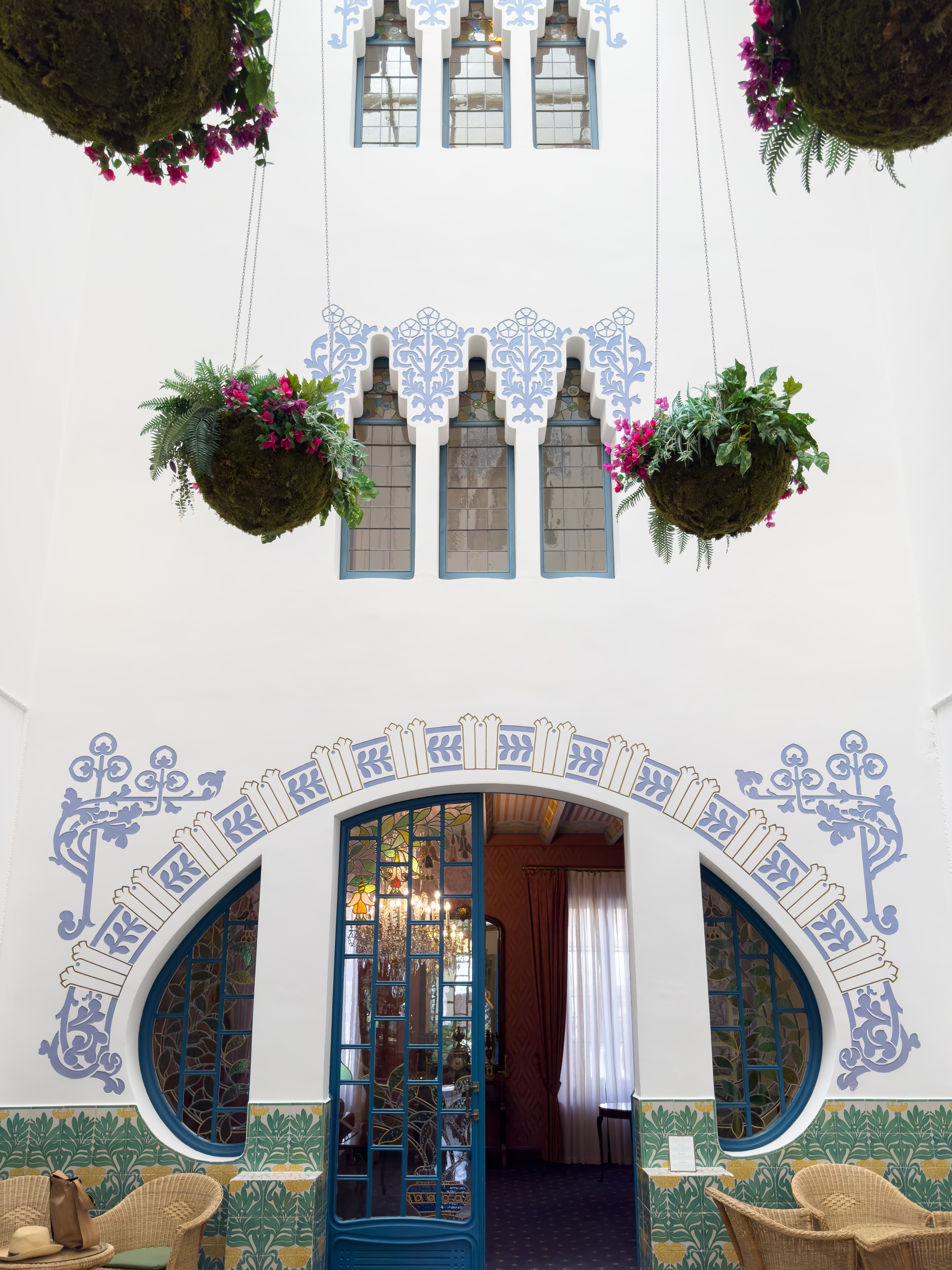
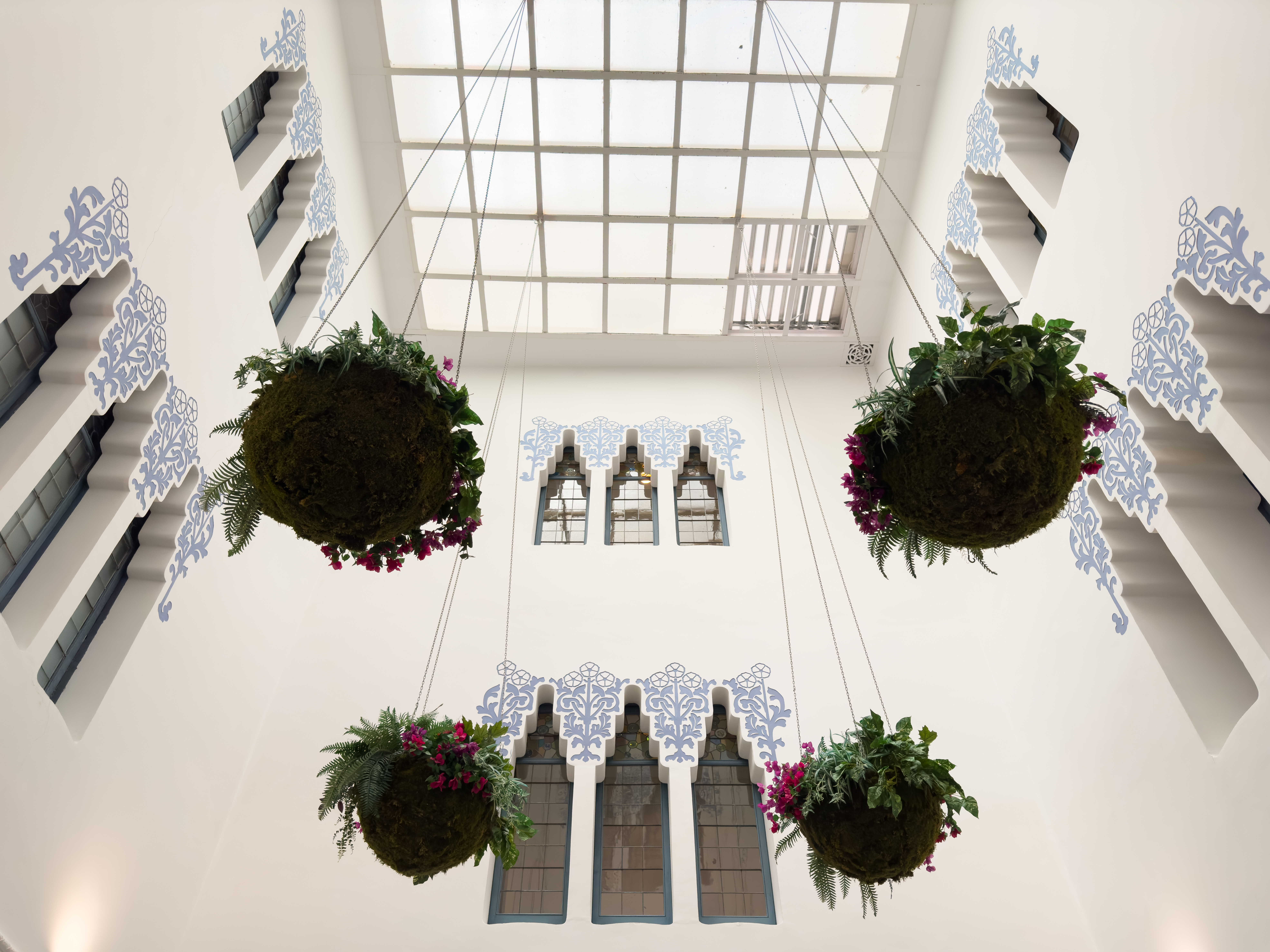
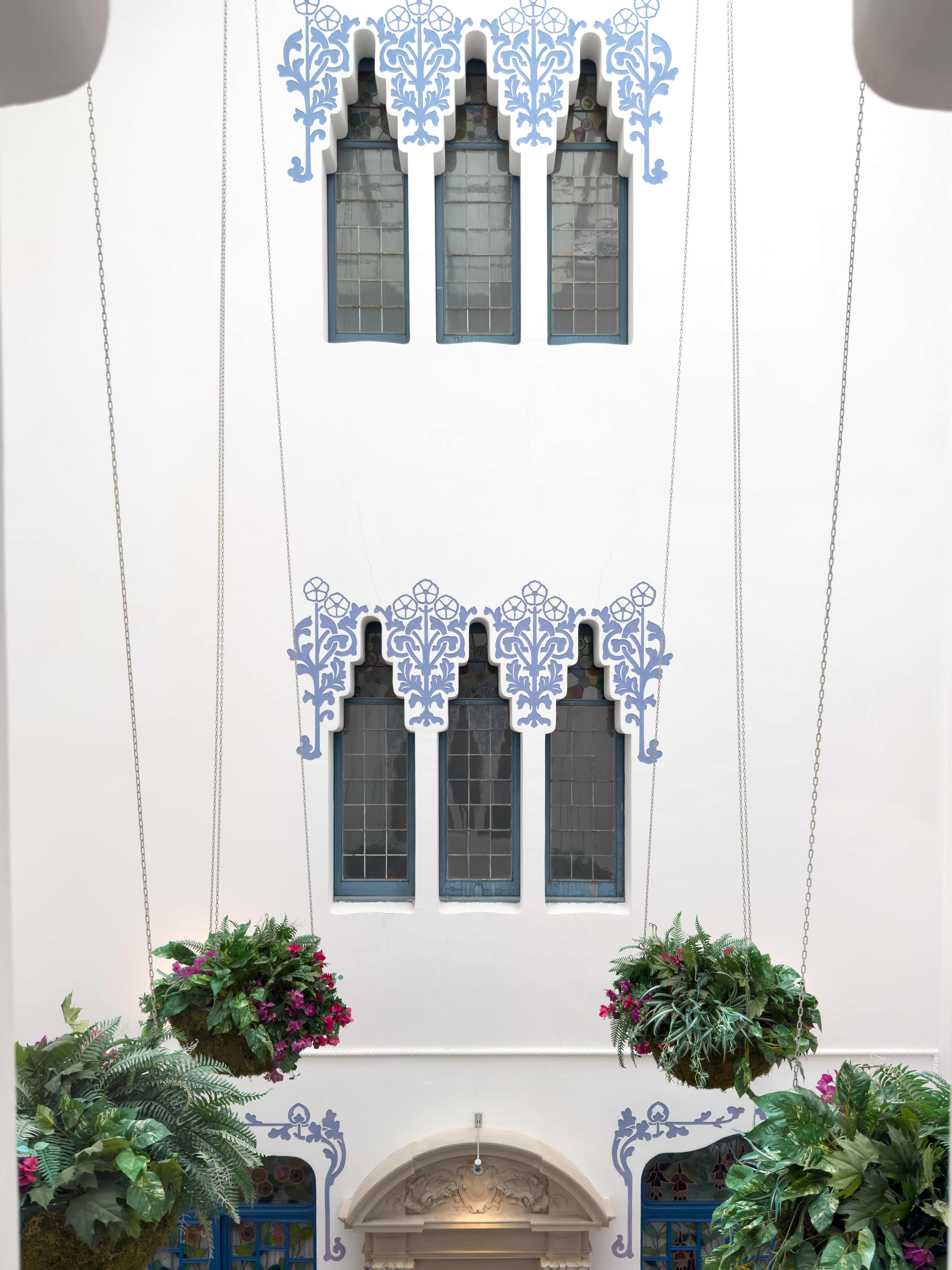
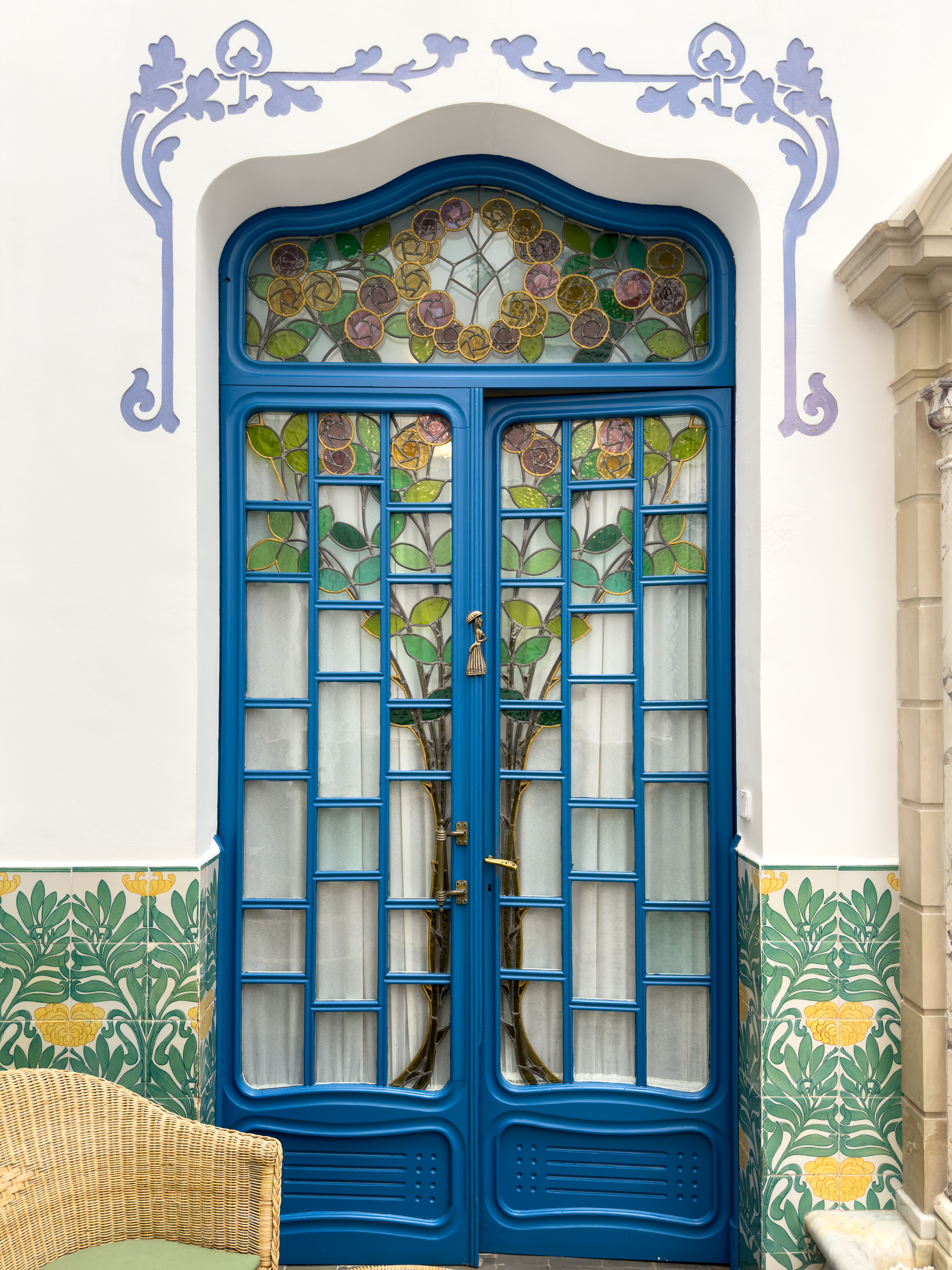
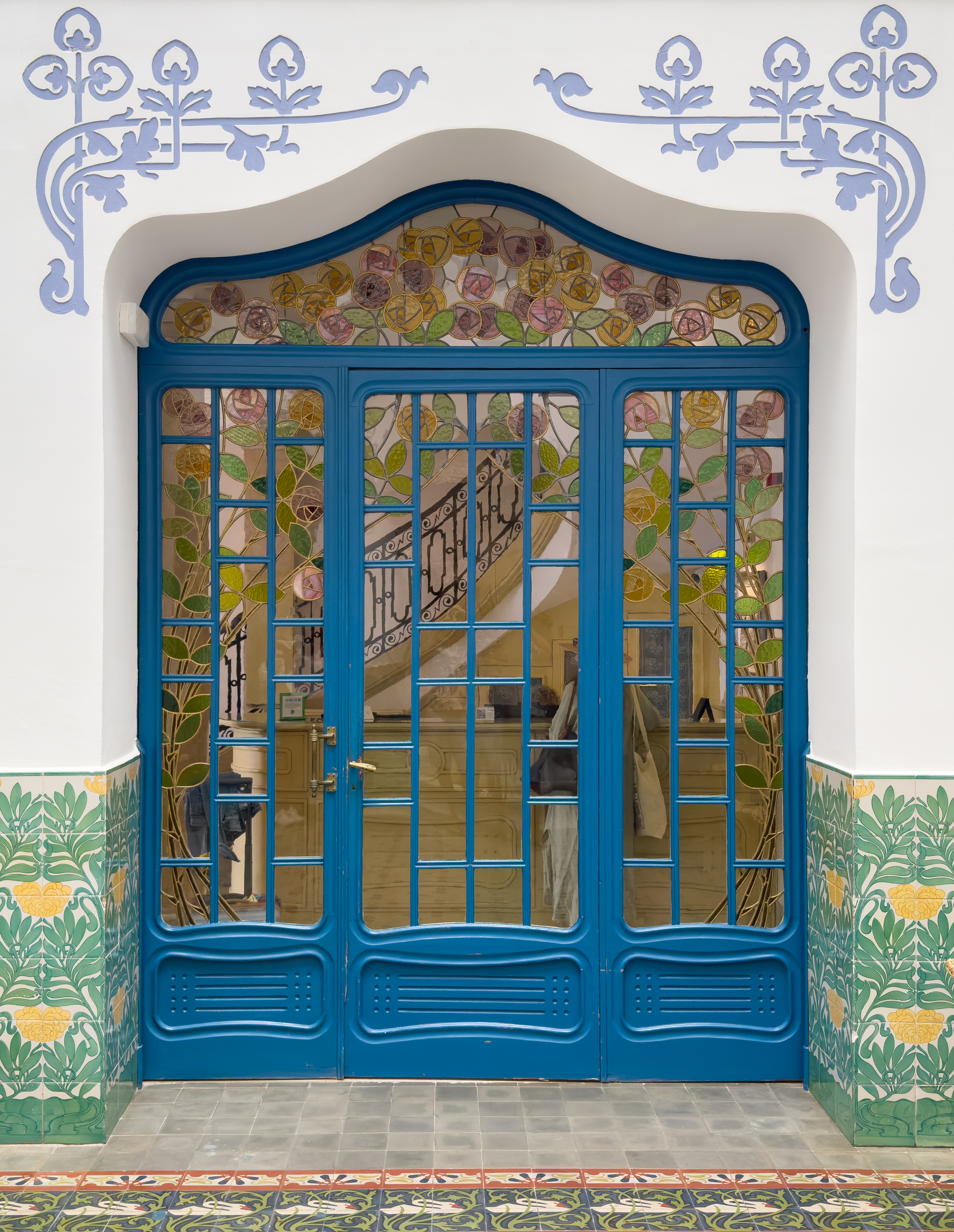
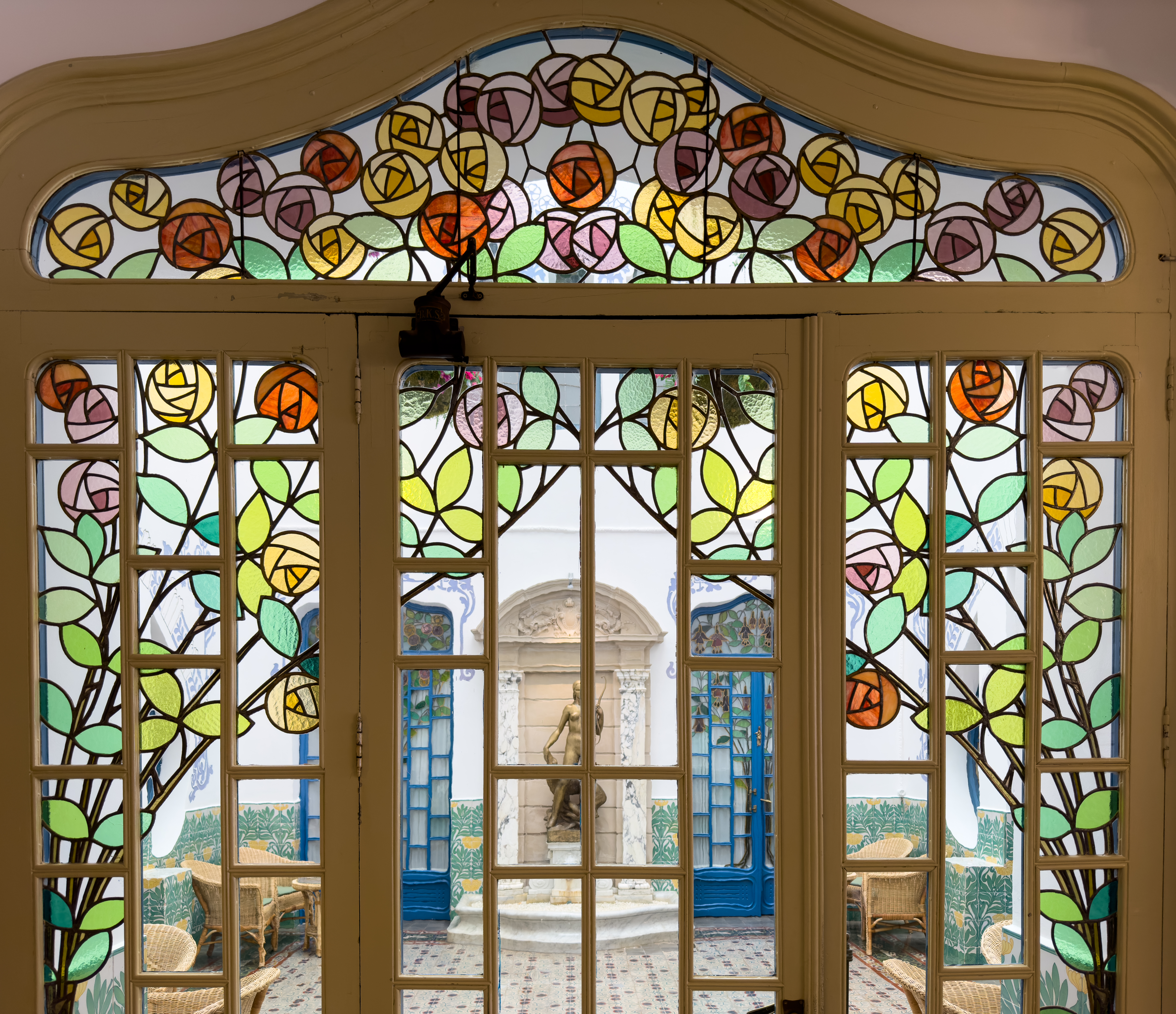
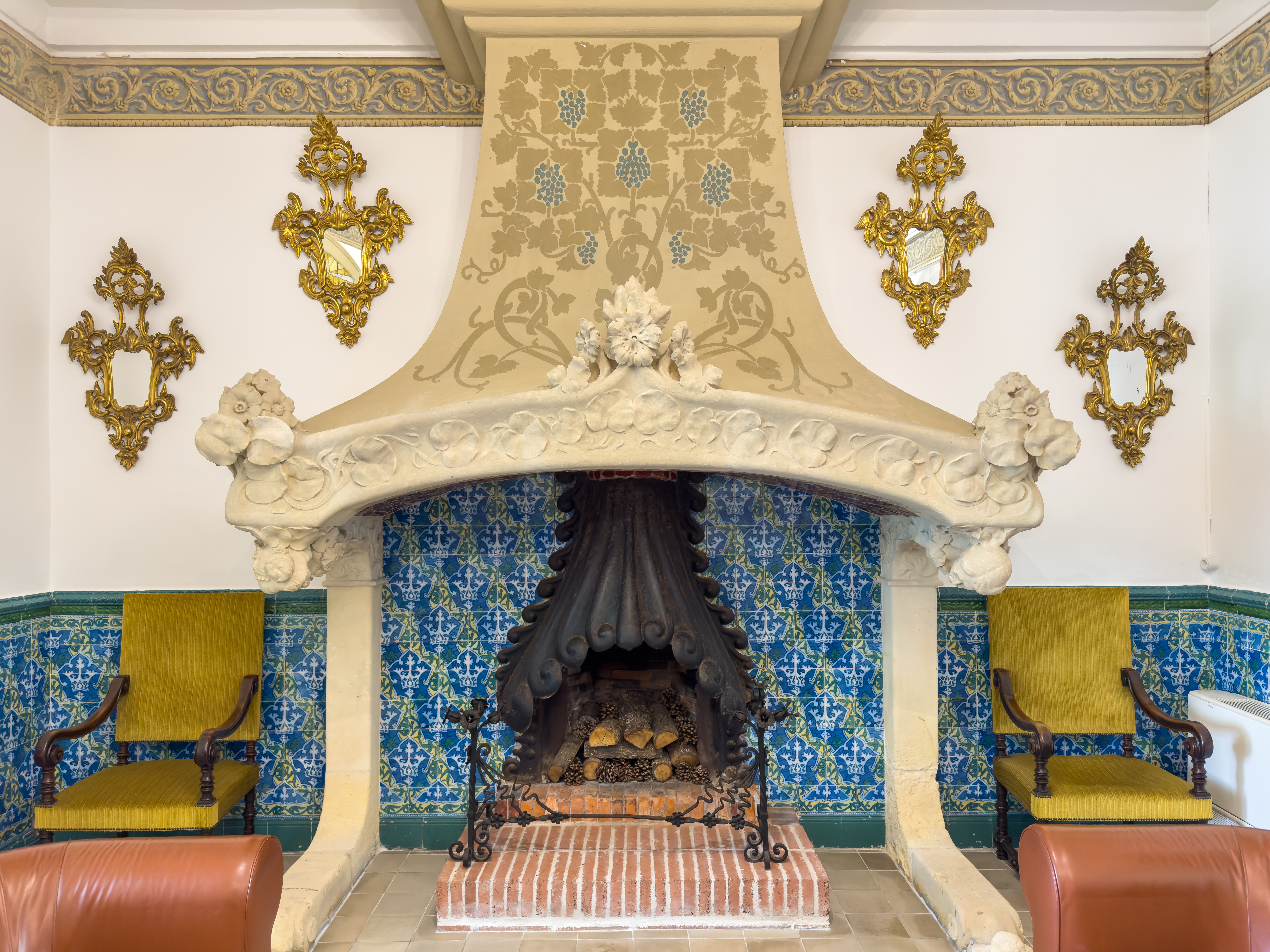
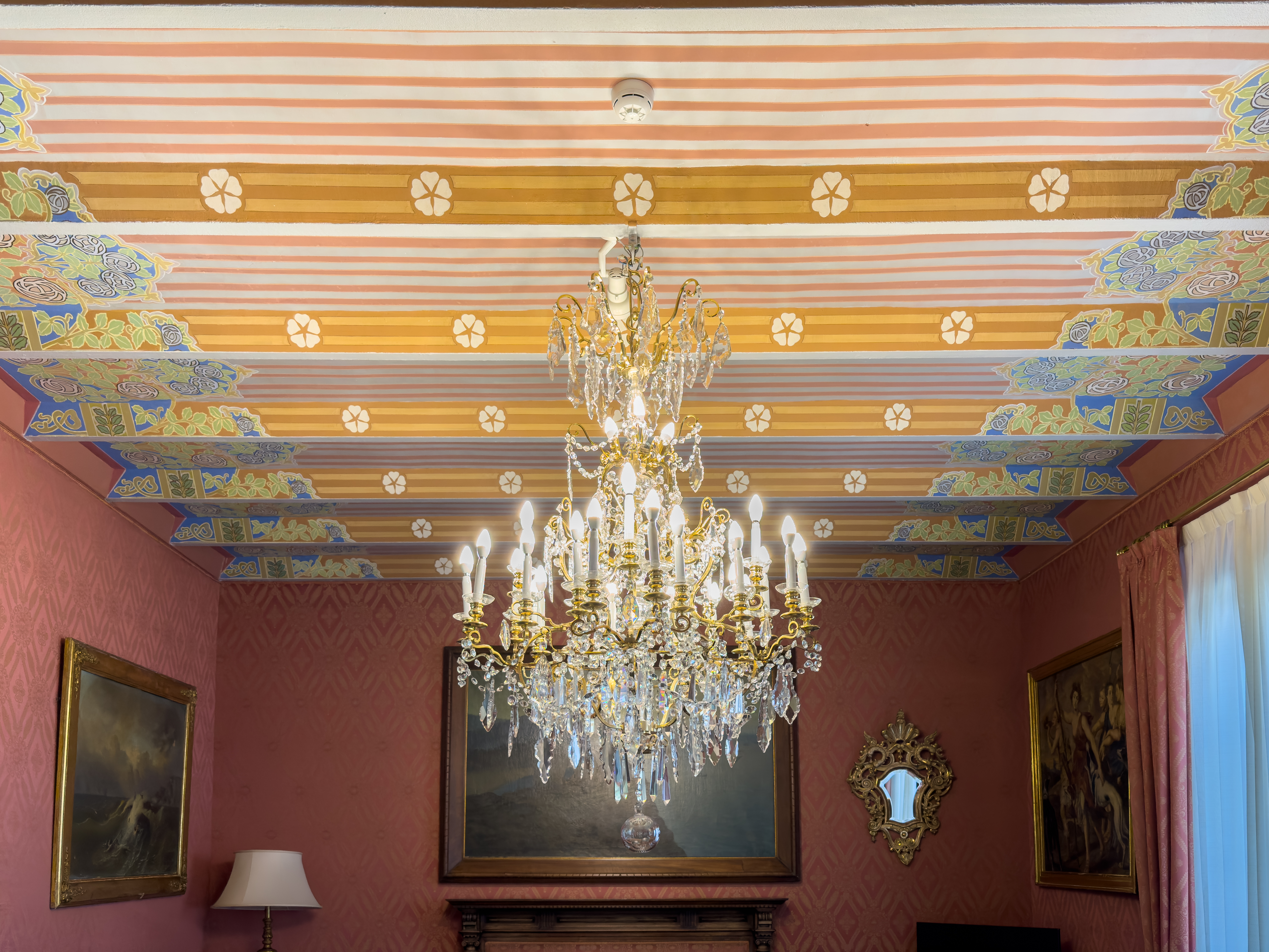
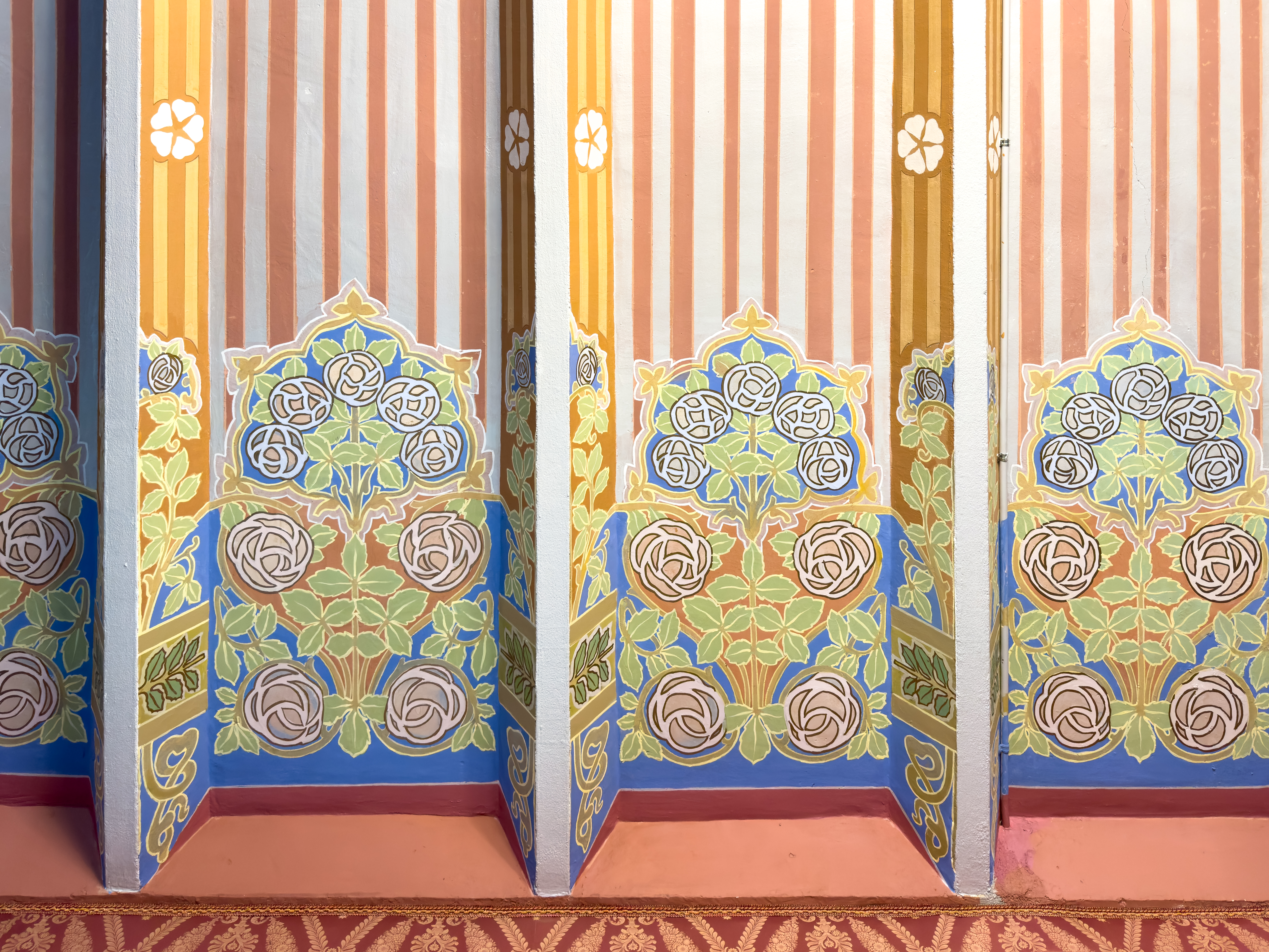
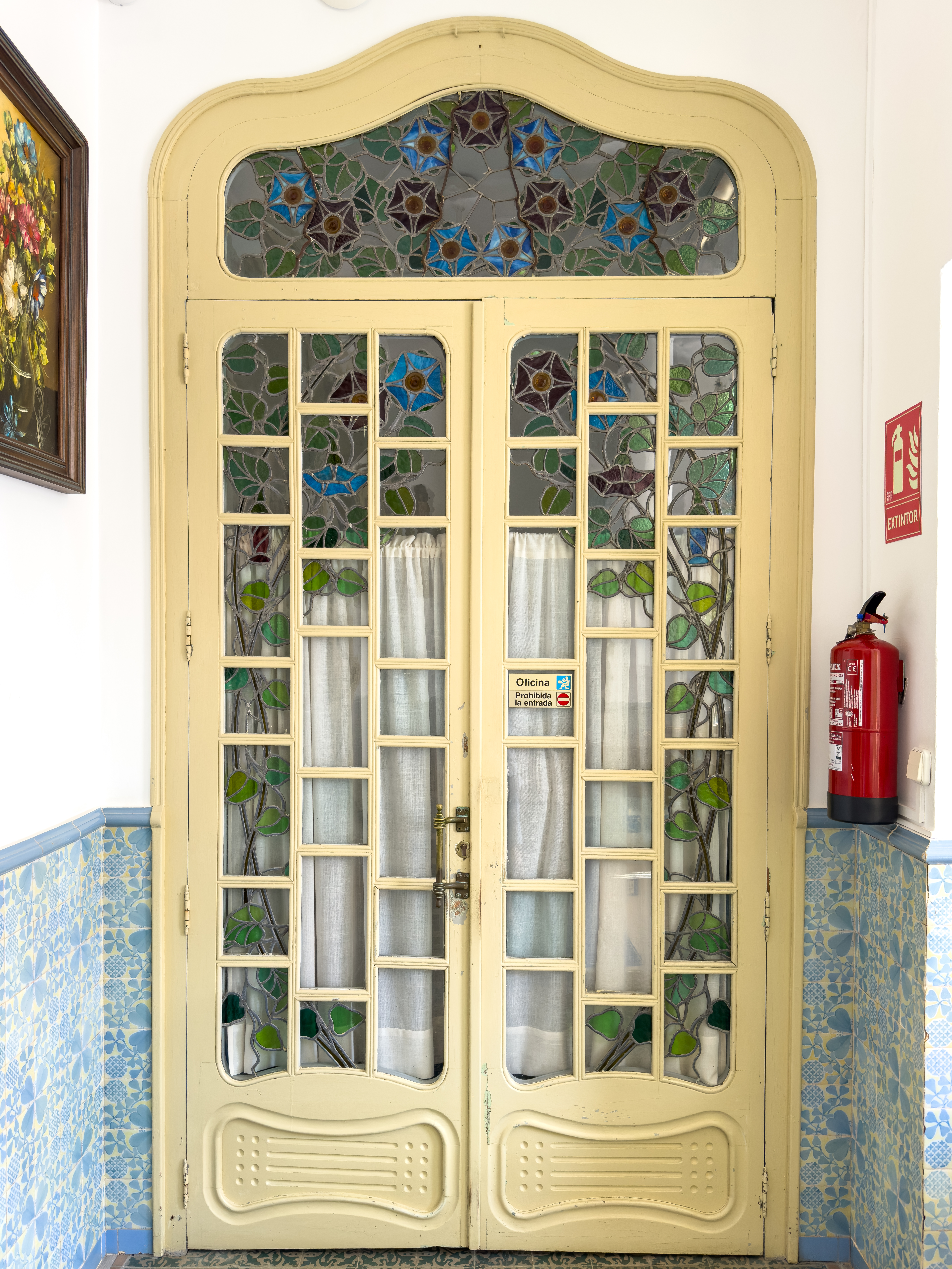
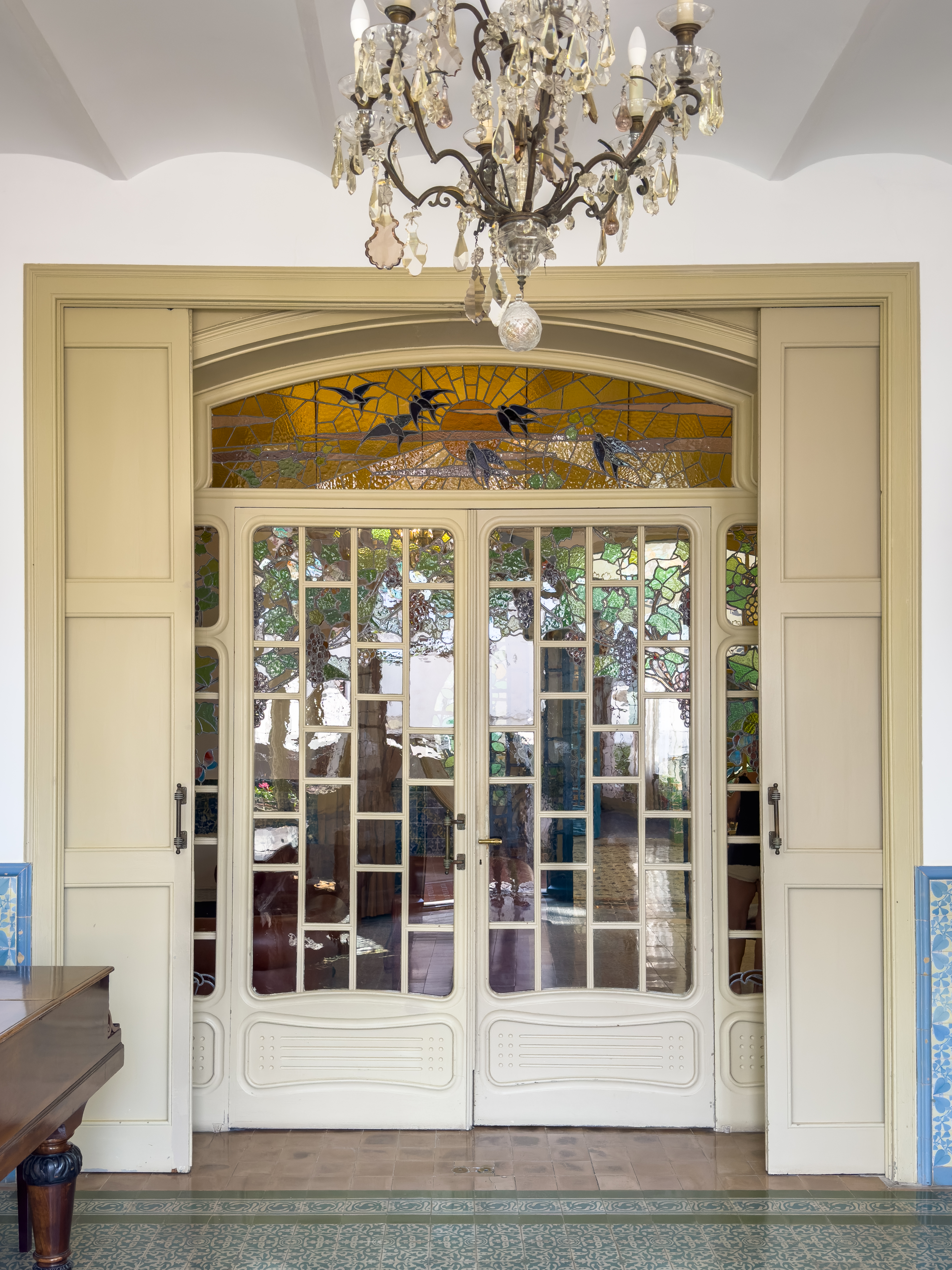